# Аваро-византийские войны
Аваро-византийские войны — серия вооружённых конфликтов между Византийской империей и Аварским каганатом с 568 по 626 годы. Конфликты начались после того, как авары прибыли в Паннонию и объявили все бывшие земли гепидов и лангобардов своими. В 570-е годы основным «яблоком раздора» был большой и богатый город Сирмий, ранее отвоёванный Византией у гепидов. Большинство последующих конфликтов связано с нападениями авар и (или) союзных им славян на балканские провинции Византийской империи.
Авары обычно совершали набеги на Балканы, когда византийская армия была задействована в другом месте (как правило, в связи с регулярными персо-византийскими войнами), что позволяло им разорять византийские провинции до тех пор, пока Константинополь не перебросит часть своих войск на Балканы. Так произошло и в 580-х и 590-х годах, когда Византия сначала была отвлечена византийско-сасанидской войной 572—591 годов, но затем смогла организовать на Балканах серию успешных кампаний, которые отбросили авар на север.

## Предыстория
Под напором Тюркского каганата авары откочевали на запад и к 568 году достигли Прикарпатья. Они быстро заключили союз с лангобардами, чтобы захватить земли гепидов. Однако в ходе этого процесса лангобарды отступили в Италию, позволив аварам забрать себе как земли гепидов, так и бывшие земли лангобардов, создав Аварский каганат. Затем авары объявили всю бывшую территорию обоих своей территорией. Сюда входил Сирмий, который был недавно отвоеван византийцами у гепидов и послужил первой причиной конфликта между аварами и византийцами.
Авары сильно зависели от навыков и труда подчиненных им народов как в осадной войне, так и в логистике. Порабощенные народы, такие как древние славяне и гунны, имели давние традиции инженерного и ремесленного дела, такие как строительство лодок и мостов, использование таранов, черепашье построение и артиллерии при осадах. В каждом задокументированном использовании осадных машин аварами авары зависели от подчинённых народов, которые знали о них, обычно от сабиров, кутригуров или славян. Военная тактика аваров также основывалась на скорости и ударе.

## Нападение на Сирмий (568—582 гг.)
Авары почти сразу предприняли нападение на Сирмий в 568 году, но были отбиты. Авары отвели свои войска обратно на свою территорию, но якобы послали 10 тыс. гуннов-котригуров, людей, которые, как и авары, были вытеснены в Карпаты Тюркским каганатом, для вторжения в византийскую провинцию Далмация. Затем они начали период консолидации, в течение которого византийцы платили им 80 тыс. золотых солидов в год. За исключением набега на Сирмий в 574 году., авары не угрожали византийской территории вплоть до 579 года, после того как Тиберий II прекратил выплаты. Авары ответили ещё одной осадой Сирмия. Город пал в 581 или, возможно, 582 году. После захвата Сирмия авары потребовали 100 тысяч солидов в год. Получив отказ, они начали грабить северные и восточные Балканы, что закончилось только после того, как авары были отброшены византийцами в период с 597 по 602 год.

## Нападение на Балканы (582—591 гг.)

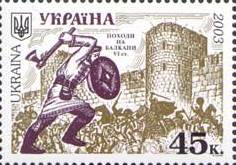
Почтовая марка Укрпочты Походы на Балканы (VI век) из серии „История войска Украины“ (2003 год).

Захватив Сирмий, авары стали стремительно вторгаться на Балканы. Их быстрому распространению способствовала продолжающаяся византийско-сасанидская война 572—591 годов, в результате которой византийские гарнизоны на границе с Дунаем остались недоукомплектованными и недоплаченными. Из-за этого авары и славяне могли совершать набеги без сопротивления, а византийцы могли только беспокоить колонны набегов и устраивать небольшие засады, а не добиваться решающей победы или начинать контрнаступление. Авары взяли города Августа, Сингидунум и Виминациум в 583 г. и ещё восемь городов путем осады в 586 г. Многие из этих осад полагались на то, что авары использовали как внезапность, так и скорость, преимущества, которые они потеряли после того, как двинулись дальше вглубь страны в 587 г. Тем не менее, они разрушили многие города в Мезии в 587 году, включая Маркианополь и Кабиле, хотя и потерпели неудачу в осадах Диоклетианополя, Филиппополя и Берое. В 588 году они отказались от осады Сингидунума всего через семь дней в обмен на скудный выкуп. 
После этого им при поддержке славян удалось переправиться через Дунай и снова вторгнуться на византийскую территорию, перейти через Балканы и захватить Анхиал, а затем начать осады Дризиперы и Цурулона. Авары и славяне продолжали совершать набеги с небольшим сопротивлением до 591 года, когда император Маврикий заключил мирный договор с Сасанидами на довольно благоприятных условиях и переключил свое внимание на Балканы.

## Контратаки византийцев (591—595 гг.)
После мирного договора с персами и последующего сосредоточения внимания римлян на Балканах, Маврикий направил на Балканы проверенные войной войска и перешёл к упреждающей стратегии. Приску было поручено помешать славянам перейти Дунай весной 593 года. Он разбил несколько набегов, прежде чем перешел Дунай и до осени сражался со славянами на территории нынешней Валахии. Маврикий приказал ему разбить лагерь на северном берегу Дуная, однако Приск вместо этого удалился в Одессос. Отступление Приска привело к новому вторжению славян в конце 593/594 гг. в Мезию и Македонию, в ходе которого города Аквис, Скупы и Залдапа были разрушены.
В 594 году Маврикий заменил Приска своим братом Петром. Из-за своей неопытности он поначалу терпел неудачи, но в конце концов сумел отразить волну славянских и аварских вторжений, создал базу в Маркианополе и патрулировал Дунай между Новами и Черным морем. В конце августа 594 г. он переправился через Дунай у Секуриски и с боями пробился к реке Гелибация, не дав славянам и аварам подготовить новые грабительские походы. Получившему командование над другой армией Приск вместе с византийским дунайским флотом помешал аварам осадить Сингидунум в 595 г. После этого те переключили свое внимание на Далмацию, где они разграбили несколько крепостей и избегали прямого столкновения с Приском. Полководец особенно не беспокоился о этом вторжении, поскольку Далмация была отдаленной и бедной провинцией; он послал лишь небольшой отряд для сдерживания их вторжения, оставив основные силы у Дуная. Небольшой отряд смог помешать наступлению аваров и вернул часть захваченной добычи.

## Походы 596—602 гг
После того, как их вторжение в Далмацию было заблокировано, обескураженные отсутствием успеха против византийцев авары в 596 г. предприняли крупные набеги на франков. Из-за этого на полуострове с 595 по 597 год было мало активности.
Усиленные франкской данью, авары к неожиданности византийцев возобновили дунайские походы осенью 597 г.. Аварам удалось осадить армию Приска в Томисе, но 30 марта 598 г. они сняли осаду, из-за продвижения армии Коменциол через Балканские горы вдоль Дуная до Зикидибы в 30 км от города. Приск не преследовал аваров и не помогал Коментиолу, из-за чего тот был вынужден отступить в Ятрус, где его войска разбиты и им пришлось пробиваться на юг через хребет Гемус. Авары использовали победу, чтобы продвинуться к Дризипере у Аркадиополя, где большая часть армии и семь сыновей аварского кагана погибли от чумы.
Из-за угрозы, исходившей от аварских сил у Дризипера, Коменциол был временно отстранен от командования и заменен Филиппиком. Маврикий призвал своих телохранителей и партии ипподрома на защиту Анастасиевой стены на западе Константинополя. Затем император заплатил аварам за временное перемирие, потратив остаток 598 года на реорганизацию своих сил и анализ того, как улучшить стратегию. В том же году византийцы заключили мирный договор с аварами, что позволило византийцам отправлять экспедиции в Валахию.
Игнорируя мирный договор, византийцы готовились к вторжению в земли аваров. Приск разбил экспедиционный лагерь недалеко от Сингидуна и перезимовал там в 598/599 гг. В 599 г. Приск и Коментиол повели свои войска вниз по течению к Виминациуму и пересекли Дунай. Оказавшись на северном берегу, они разбили аваров, которые впервые потерпели крупное поражение на своей родной территории, а также потеряли нескольких сыновей Баяна. После битвы Приск повел свои войска на север, в Паннонскую равнину, вступив в бой с аварами и разгромив их глубоко в сердце их владений. Тем временем Коментиол остался у Дуная, чтобы охранять его. Приск опустошил земли к востоку от Тисы, нанеся тяжелые потери аварам и гепидам, и победив их ещё в двух битвах на берегах этой реки. Осенью 599 года Коментиол вновь открыл Траяновы Ворота недалеко от современного Ихтимана, горный перевал не использовался римлянами десятилетиями. В 601 году Петр двинулся к Тисе и удерживал авар от порогов Дуная, река была жизненно важна для римского дунайского флота и сохранения доступа к Сирмиуму и Сингидунуму. На следующий год анты начали вторгаться на земли аваров, которые уже были на грани гибели из-за восстаний нескольких аварских племён, одно из которых перешло на сторону империи.

## Походы 602—612 гг
После отпора византийцами под командованием Маврикия авары переключили свое внимание на Италию, установив дипломатический контакт в 603 году и предприняв попытку вторжения в Северную Италию в 610 году. Балканская граница была в значительной степени умиротворена впервые со времен правления Анастасия I (пр. 491—518 гг.). Маврикий планировал вновь заселить опустошенные земли армянскими крестьянами, что было осознанной имперской стратегия для предотвращения этнической или племенной консолидации в качестве независимых повстанческих сил и романизации уже живших тут славянских поселенцев. Император также планировал возглавить дальнейшие кампании против каганата, чтобы уничтожить или подчинить его, но в 602 году он был свергнут Фокой, поскольку армия восстала против бесконечной кампании на Балканах. После своего воцарения, Фока быстро отказался от этих планов.
Фока поддерживал безопасность Балкан во время своего правления с 602 по 610 год, хотя и вывел некоторые силы с Балкан в 605 г. для участия в войне с Персией 602—628 годов. Нет никаких археологических свидетельств славянских или аварских вторжений в это время. Хотя отсутствие византийских действий или присутствия могло воодушевить авар, они не нападали на византийскую территорию до тех пор, пока император Ираклий (пр. 610—641 гг.) не отозвал находившиеся на полуострове войска для противодействия персидскому наступлению.

## Возобновление аварских нападений (612—626 гг.)
Авары, которых, вероятно, воодушевили их успешные кампании против лангобардов в 610 г. и франков в 611 г., возобновили свои вторжения через некоторое время после 612 г. К 614 г., с захватом Иерусалима персами, аварам и их славянским подданным стало ясно что возмездие со стороны византийцев будет крайне маловероятным. Хроники 610-х годов зафиксировали массовые грабежи и захват таких городов, как Юстиниана Прима и Салона. Города Наис и Сердика были захвачены в 615 г., а города Новэ и Юстиниана Прима разрушены в 613 и 615 гг. Славяне также совершали набеги в Эгейском море, достигнув в 623 г. Крита. В этот период времени было три отдельных осады Фессалоники: в 604, 615 и 617 годах. В 623 году византийский император Ираклий отправился во Фракию, пытаясь в ходе личной встречи заключить мир с аварским каганом. Вместо этого византийцы попали в засаду, Ираклию чудом удалось сбежать, а большая часть его телохранителей и вассалов была убита или взята в плен. Кульминацией аварских набегов стала осада Константинополя в 626 году.

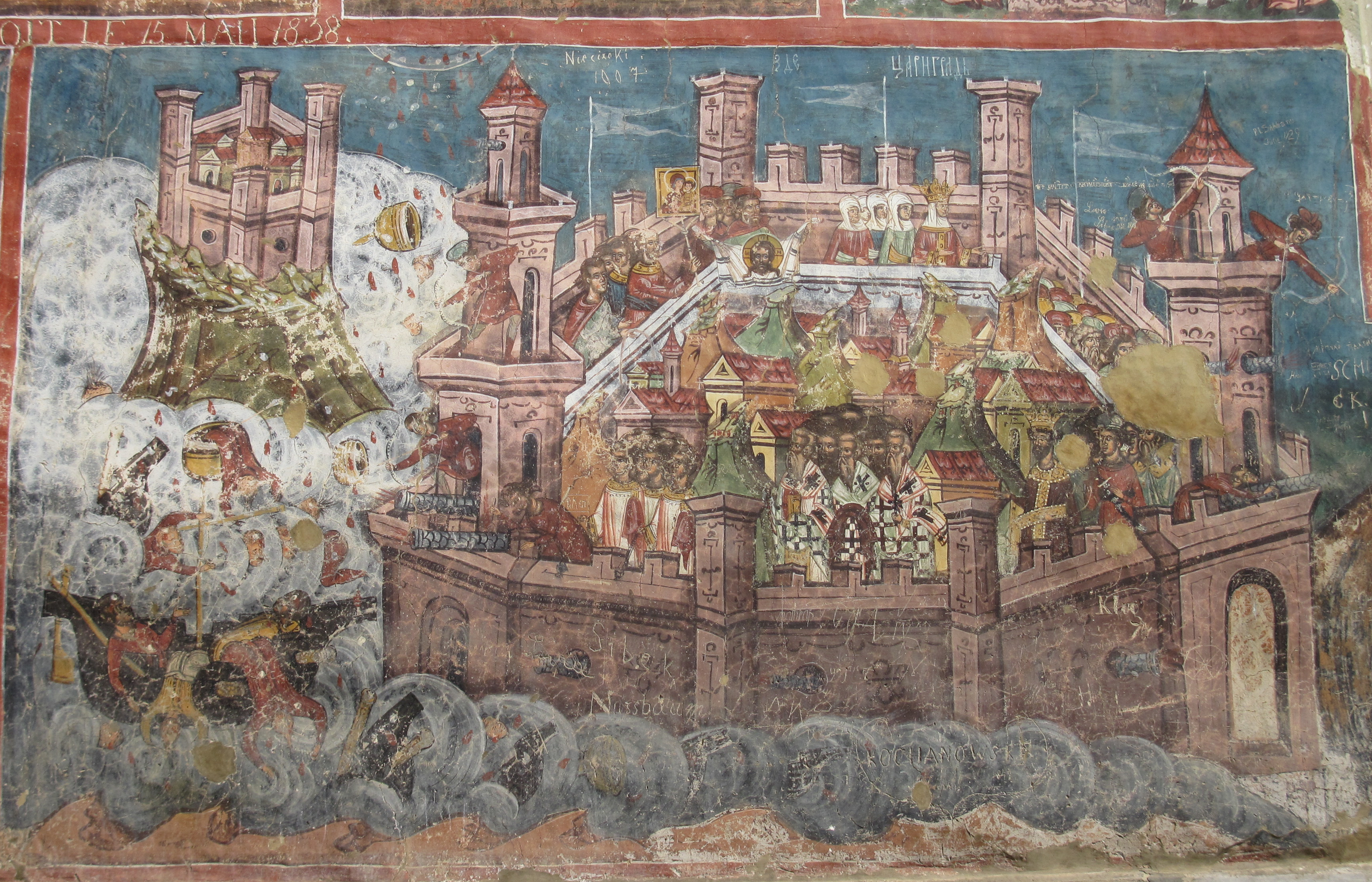
Осада Константинополя аварами. Поздняя фреска из монастыря Молдовица.

Персидский царь Хосров II, потерпев неудачу в походах Ираклия в тылу персов, решил нанести решительный удар. В то время как генерал Шахин Вахманзадеган был послан остановить Ираклия с войском в 50 тыс. человек, Шахрбараз получил командование меньшей армией и приказ обойти с фланга императора и двинуться на персидскую базу в Халкидоне. Хосров II также вступил в контакт с каганом аваров, чтобы обеспечить скоординированное нападение на Константинополь: персов с азиатской стороны и аваров с европейской стороны.
Армия авар подошла к столице из Фракии и разрушила акведук Валента. Поскольку византийский флот контролировал пролив Босфор, персы не могли отправить войска на европейскую сторону, чтобы помочь аварам своим опытом ведения осад. Византийское военно-морское превосходство также затруднило связь между двумя силами. Защитниками Константинополя командовали патриарх Сергий и патриций Бон.
Авары и персы начали скоординированный штурм стен 29 июня 626 года. Византийский гарнизон состоял из 12 тыс. хорошо обученных всадников, которые, вероятно, были спешены, противостоя примерно 80 тыс. аваров и склавенов (славян, земли которых контролировались аварами). Поскольку персидская база в Халкидоне была основана много лет назад, не сразу было очевидно, что начнётся осада. Это стало очевидным для византийцев только после того, как авары начали передвигать тяжелую осадную технику к стенам Феодосия. Хотя стены непрерывно обстреливались в течение месяца, в городе сохранялся высокий боевой дух; Патриарх Сергий поддержал боевой дух, возглавив процессии по вершинам стен с Влахернской иконой. Крестьянство вокруг Константинополя было сплочено этим религиозным рвением, особенно потому, что обе силы, напавшие на Константинополь, были нехристианами.
Флот персидских плотов, переправлявший войска через Босфор на европейскую сторону, 7 августа был окружен и уничтожен византийским флотом. Затем склавены попытались атаковать Морские стены через Золотой Рог, в то время как авары атаковали наземные стены. Однако лодки склавенов были протаранены и уничтожены галерами Бона, а сухопутные атаки аваров 6 и 7 августа были отбиты. Примерно в этот момент пришло известие о том, что брат императора Феодор победил Шахина, в результате чего авары в течение двух дней отступили во внутренние районы Балкан. Они никогда больше не будут серьёзно угрожать Константинополю. Несмотря на то, что персидская армия Шахрбараза все ещё оставалась в Халкидоне, угроза столице миновала, поскольку персы не могли использовать осадные машины со своей стороны Босфора. В благодарность за снятие осады и предполагаемую божественную защиту, дарованную Девой Марией, неизвестным автором (возможно, патриархом или Георгием Писидийским) был написан акафист.

## Упадок авар
Не сумев захватить Константинополь, государство аваров быстро начало клониться к закату, прежде чем полностью распасться, как из-за внутренней борьбы за власть, так и из-за конфликтов с булгарами и склавенами. После того, как их гегемония над различными племенными народами рухнула, авары вынуждены были около 680 г. уступить часть своей территории пришедшим с востока булгарам. Существовавшее с 790 года государство-обрубок было окончательно завоёвано Карлом Великим к 803 году.

### Первичные источники
- De Administrando Imperio авторства императора Константина VII[44].
- Strategikon, приписываемое Маврикию[44].
- Miracula Sancti Demetrii Иоанна, архиерея Фессалоникийского[45].
- Сохранившиеся фрагменты работ Менандра Протектора[7].